# 91.ª Brigada Mixta (Ejército Popular de la República)
La 91.ª Brigada Mixta fue una unidad del Ejército Popular de la República que tomó parte en la Guerra Civil Española. A lo largo de la contienda la brigada estuvo presente en el frente de Extremadura, agregada a la 37.ª División.

## Historial
La unidad fue creada en marzo de 1937, a partir de efectivos de la 20.ª Brigada Mixta, así como los batallones «Extremadura» n.º 1 y n.º 2, y dos batallones que se habían creado en la localidad extremeña de Campanario. Quedó bajo el mando del comandante de artillería Juan García Pina, con el anarcosindicalista Germán Clemente de la Cruz como comisario político. La Brigada se integraría posteriormente en la 37.ª División del VII Cuerpo de Ejército.
Poco después de su creación fue enviada para participar en el asedio del Santuario de Nuestra Señora de la Cabeza, junto a otras brigadas republicanas. Luego fue enviada al frente de Extremadura, para participar en el previsto Plan «P». Durante los siguientes meses por el mando de la brigada pasaron el coronel mexicano Juan Bautista Gómez y el mayor de milicias Ignacio López Montilla. Durante este tiempo la 91.ª Brigada mantuvo posiciones defensivas, sin tomar parte en operaciones militares.
En julio de 1938, al comienzo de la ofensiva franquista en el frente de Extremadura, la 91.ª BM se encontraba situada frente a Peraleda del Zaucejo. Tras el comienzo de los combates el jefe de la unidad, López Montilla, fue hecho prisionero por los franquistas, debiendo ser sustituido por el mayor de milicias Copérnico Ballester Francés; pero Ballester resultaría herido durante los combates, por lo que el mando de la brigada pasó al mayor de milicias Olegario Pachón Núñez. Hacia el 20 de julio la 91.ª BM defendía el frente Sur de la llamada bolsa de Mérida, en Guareña, y tras haberse concentrado en La Coronada, el día 23 intentó reconquistar Castuera, sin éxito. Al día siguiente quedó copada en el interior de la bolsa, junto a la 20.ª Brigada Mixta. El 25 de julio se autorizó al jefe del VII Cuerpo de Ejército para que la brigada pudiera replegarse hacia el río Zújar, pero la autorización llegó demasiado tarde. La brigada quedó prácticamente deshecha, y no volvería a tomar parte en ninguna acción militar de relevancia.

## Mandos
Comandantes
- comandante de artillería Juan García Pina;
- coronel Juan Bautista Gómez Ortiz;
- mayor de milicias Ignacio López Montilla;
- mayor de milicias Copérnico Ballester Francés;
- mayor de milicias Olegario Pachón Núñez;

Comisarios
- Germán Clemente de la Cruz, de la CNT;
- Vicente Pastor Vicario;